# Daleki kraj
Daleki kraj (ang. The Far Country) – amerykański western z 1954 roku w reżyserii Anthony’ego Manna.

## Opis fabuły
Pogranicze amerykańsko–kanadyjskie końca roku 1896. Dwaj przyjaciele – Jeff Webster i Ben Tatem – słysząc o gorączce złota jaka wybuchła nad Klondike, pędzą tam stado bydła celem zyskownej sprzedaży. Jednak w przygranicznym miasteczku Skagway po amerykańskiej stronie, „niechcący” podpadają lokalnemu sędziemu (Gannonowi), który po krótkiej rozprawie (w saloonie przy butelce whisky) konfiskuje ich stado. Jeff i Ben są wolni, jednak nie zamierzają odpuścić. Aby stworzyć pozory, że opuszczają miasto, najmują się jako poganiacze do zmierzającej na drugą stronę granicy wyprawy handlowej pani Castle – lokalnej „bizneswoman”. Na pierwszym popasie, nocą powracają do Skagway i niepostrzeżenie wykradają swoje stado. Ścigani przez ludzi sędziego, szczęśliwie przekraczają granicę z Kanadą, gdzie jurysdykcja Gannona nie sięga. W kanadyjskim Dawson dwaj przyjaciele sprzedają swoje bydło przedsiębiorczej pani Castle (która zamierza otworzyć tam duży saloon) i za zarobione pieniądze kupują złotonośną działkę. Jeff nie wie, że Castle jest wspólniczką Gannona w różnego rodzaju „ciemnych interesach”. Jednym z nich jest wywłaszczanie górników z ich złotonośnych działek, za pomocą gangu zabijaków pod przywództwem rewolwerowca Maddena. Jeff nie chcąc się w to wszystko mieszać, gdy tylko uzyskuje ze swojej działki ilość złota niezbędną do zakupu wymarzonego rancza, decyduje się wraz z przyjacielem niepostrzeżenie opuścić osadę. Wie doskonale, że są oni łatwym celem dla zbirów Gannona, więc postanawia spławić się rzeką za pomocą zawczasu przygotowanej tratwy. Jednak z powodu gadulstwa Bena Gannon dowiaduje się o planie Jeffa i w momencie wodowania tratwy obydwaj przyjaciele zostają napadnięci przez bandę Maddena. W strzelaninie ginie Ben, a Jeff zostaje ranny. Bandyci przekonani, że Jeff nie żyje, odchodzą wraz ze zrabowanym złotem. Ranny w rękę Jeff z trudem powraca do Dawson. Dzięki troskliwej opiece zaprzyjaźnionej Renee szybko dochodzi do siebie, jednak z powodu niedowładu ręki nie może skutecznie przeciwstawić się coraz bardziej panoszącemu się bezprawiu ze strony bandy Gannona. Odmawia propozycji wyjazdu złożonej przez Castle, która od dawna darzy go uczuciem. Gdy Gannon za pomocą kruczków prawnych przejmuje ostatnie działki poszukiwaczy, a im samym każe się wynosić z miasta, Jeff postanawia działać. Udaje się do miasteczka, gdzie w pojedynku zabija Maddena i jednego z oprychów Gannona. Sędzia próbuje zabić Jeffa z ukrycia, jednak dzięki ostrzegawczym krzykom Castle ginie od kul Jeffa. Zanim to następuje, zdradziecki sędzia jest w stanie zastrzelić Castle. W kulminacyjnym momencie, kiedy ku rannemu Jeffowi zmierza reszta bandy Gannona, z pomocą przychodzą mieszkańcy miasteczka, którzy postanowili chwycić za broń. Przestępcy wobec przewagi obrońców przyjmują ich propozycję natychmiastowego opuszczenia miasta.

## Obsada aktorska

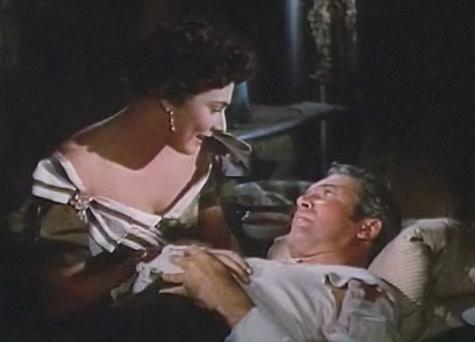
Ruth Roman (główna rola żeńska) i James Stewart (główna rola męska) w scenie z filmu

- James Stewart – Jeff Webster
- Ruth Roman – Ronda Castle
- Corinne Calvet – Renee Vallon
- Walter Brennan – Ben Tatem
- John McIntire – sędzia Gannon
- Jay C. Flippen – szeryf Morris
- Harry Morgan – Ketchum
- Steve Brodie – Ives
- Connie Gilchrist – Hominy
- Robert J. Wilke – Madden
- Chubby Johnson – Dusty
- Royal Dano – Luke
- Eugene Borden – dr Vallon
- Jack Elam – Newberry
- Eddy Waller – Yukon Sam
- Kathleen Freeman – Grits

## O filmie

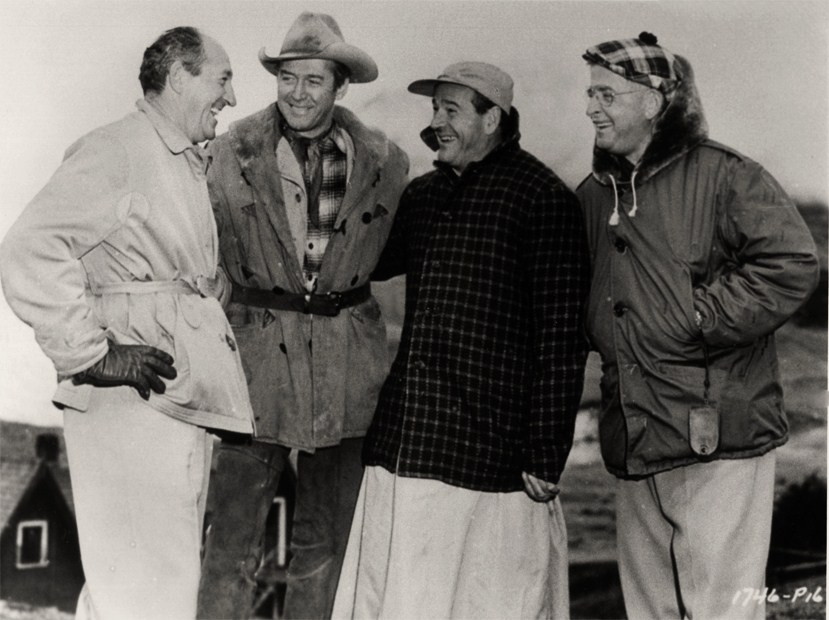
Zdjęcie z planu filmowego. Od lewej: Aaron Rosenberg (producent), James Stewart (odtwórca głównej roli męskiej), Anthony Mann (reżyser), William H. Daniels (zdjęcia)

Daleki kraj był czwartym z kolei (po takich dziełach jak Winchester ’73 z 1950, Zakole rzeki z 1952 i Naga ostroga z 1953) westernem Antonyego Manna – uważanego za jednego z najwybitniejszych twórców „kina dzikiego zachodu”. Był również kolejnym obrazem reżysersko-aktorskiego duetu Mann–Steward, który ugruntował ich pierwszoplanową pozycję w świecie kina światowego w tym gatunku filmowym.
Film okazał się być dość sporym sukcesem finansowym – tylko z rozpowszechnia w kinach USA i Kanady przyniósł w 1955 roku 2,5 miliona dolarów. Samemu Stewardowi, który w kontrakcie miał zagwarantowany procent z zysków, zapewnił 300 tysięcy dolarów. Spodobał się nie tylko widzom, ale również krytykom, którzy chwalili go za „porywającą akcję, wrażliwą grę aktorską i zapierające dech w piersiach krajobrazy”. W rankingu popularnego, filmowego serwisu internetowego „Rotten Tomatoes” obraz posiada obecnie (2021) stuprocentową, najwyższą, pozytywną ocenę „czerwonych pomidorów”
Plenery do filmu ulokowano w Kanadzie na terenie Parku Narodowego Jasper i lodowca Athabasca, który się tam znajduje (sceny zejścia lawiny).